# Lego Lee
Lego Lee (traditionell kinesiska: 李國毅; förenklad kinesiska: 李国毅; pinyin: Lǐ Guó Yì), född 22 januari 1986 i Taipei, är en taiwanesisk skådespelare och sångare.

## TV-serier (urval)
- The Fearless (2019)
- Brave to Love (TTV, 2019)
- Meet Me @1006 (IQIYi, 2018)
- Wake Up 2 (2017)
- The King of Romance (TTV, 2016)
- Rock Records In Love (PTS, 2016, ep5)
- Love @ Seventeen (TTV, 2016)
- Love Cuisine (SETTV, 2015)
- Aim High (SETTV, 2014)
- In A Good Way (SETTV, 2013)
- Hui Jia (JZTV, 2012)
- Yong Shi Men (TTV, 2011)
- Because Of You (CTS, 2010)
- Play Ball (TTV / SETTV, 2009)
- Honey and Clover (CTS, 2008)
- Extreme Ironing 極限燙衣板 (PTS, 2006)